# Land (Autriche)

Carte de l'Autriche, indiquant sa division en Bundesländer.

Un land (en allemand : Land ; au pluriel : Länder ou « lands » au pluriel en français) est un État fédéré de la république d'Autriche. Le pays est constitué de neuf États fédérés.

## Nom
En allemand, les subdivisions portent le nom de Bundesland (« État fédéré »), Bundesländer au pluriel. Il est possible de rencontrer également le terme Land (« État »), Länder au pluriel. La Constitution fédérale de l'Autriche utilise les deux termes.

## Fédéralisme et compétences
Chaque État autrichien possède une législature élue, le Landtag, un gouvernement, le Landesregierung, et un gouverneur, le Landeshauptmann ou la Landeshauptfrau. Les élections ont lieu tous les cinq ans (six ans en Haute-Autriche). La constitution des États détermine, entre autres, la répartition des sièges au gouvernement entre les différents partis, la plupart des États ayant un système de représentation proportionnelle basée sur le nombre de délégués au Landtag. Le Landeshauptmann est toujours élu par le Landtag, ce qui signifie qu'il est nécessaire de former une coalition pour assurer l'élection d'un candidat spécifique. Vienne, la capitale du pays, est à la fois une ville et un État, le maire agissant comme gouverneur et le conseil de ville comme Landtag.
Comparativement à d'autres États fédérés comme ceux des États-Unis ou les Länder d'Allemagne, les États autrichiens ont des compétences moins étendues. De nombreux aspects (éducation, santé, télécommunications, etc.) sont de la compétence de l'État fédéral. De même, les États autrichiens n'ont aucune compétence judiciaire.

## Statistiques
La liste suivante résume les principales caractéristiques des États d'Autriche. Il indique également le nombre de villes et de communes de chacun.
| Code ISO 3166-2 | Localisation | Blason | Nom français   | Nom autrichien   | Abr. | Capitale     | Superficie (km2) | Population (1er janvier 2022) | Densité (hab. / km2) | Villes | Communes |
| --------------- | ------------ | ------ | -------------- | ---------------- | ---- | ------------ | ---------------- | ----------------------------- | -------------------- | ------ | -------- |
| AT-1            |              |        | Burgenland     | Burgenland       | B    | Eisenstadt   | +03 965,         | +0297 586,                    | +0075,               | +13,   | +158,    |
| AT-2            |              |        | Carinthie      | Kärnten          | K    | Klagenfurt   | +09 537,         | +0564 513,                    | +0059,               | +17,   | +115,    |
| AT-3            |              |        | Basse-Autriche | Niederösterreich | NÖ   | Sankt Pölten | +19 178,         | +1 698 796,                   | +0089,               | +76,   | +497,    |
| AT-4            |              |        | Haute-Autriche | Oberösterreich   | OÖ   | Linz         | +11 983,         | +1 505 140,                   | +0126,               | +32,   | +406,    |
| AT-5            |              |        | Salzbourg      | Salzburg         | S    | Salzbourg    | +07 155,         | +0560 710,                    | +0078,               | +11,   | +108,    |
| AT-6            |              |        | Styrie         | Steiermark       | ST   | Graz         | +16 399,         | +1 252 922,                   | +0076,               | +35,   | +251,    |
| AT-7            |              |        | Tyrol          | Tirol            | T    | Innsbruck    | +12 648,         | +0764 102,                    | +0060,               | +11,   | +266,    |
| AT-8            |              |        | Vorarlberg     | Vorarlberg       | V    | Brégence     | +02 602,         | +0401 674,                    | +0154,               | +05,   | +091,    |
| AT-9            |              |        | Vienne         | Wien             | W    | Vienne       | +00415,          | +1 931 593,                   | +4 654,              | +01,   | +000,    |

## Politique
Le tableau suivant résume les composantes politiques de chaque État en 2025. Le Landeshauptmann ou la Landeshauptfrau est la personne gouvernant l'État.

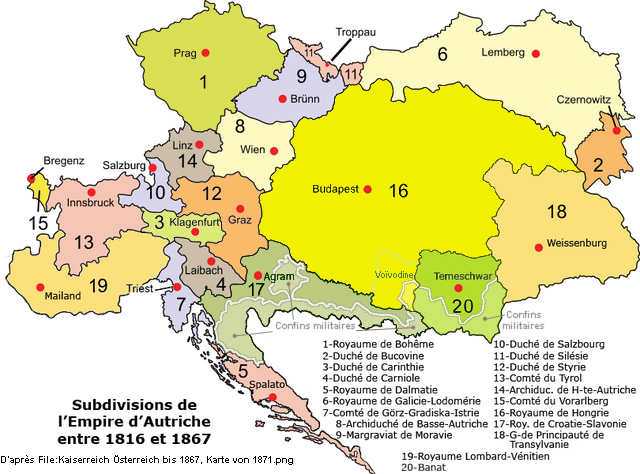
L'empire d'Autriche entre 1815 et 1867 : l'Autriche actuelle recouvre les Länder nos 8 (Basse-Autriche), 10 (Salzbourg), 14 (Haute-Autriche) et 15 (Vorarlberg) en entier, les parties nord des Länder nos 3 (Carinthie), 12 (Styrie) et 13 (Tyrol), et la frange occidentale du no 16 (Hongrie).

L'Autriche-Hongrie (1867-1918) : les provinces autrichiennes sont en rose.

| État           | Landeshauptmann/frau       | Sièges | Répartition                                           |
| -------------- | -------------------------- | ------ | ----------------------------------------------------- |
| Basse-Autriche | Johanna Mikl-Leitner (ÖVP) | 56     | ÖVP (23) FPÖ (14) SPÖ (12) Verts (4) NEOS (3)         |
| Burgenland     | Hans Peter Doskozil (SPÖ)  | 36     | SPÖ (17) FPÖ (9) ÖVP (8) Verts (2)                    |
| Carinthie      | Peter Kaiser (SPÖ)         | 36     | SPÖ (15) FPÖ (9) ÖVP (7) TK (5)                       |
| Haute-Autriche | Thomas Stelzer (ÖVP)       | 56     | ÖVP (22) FPÖ (11) SPÖ (11) Verts (7) MFG (3) NEOS (2) |
| Salzbourg      | Wilfried Haslauer (ÖVP)    | 36     | ÖVP (12) FPÖ (10) SPÖ (7) KPÖ (4) Verts (3)           |
| Styrie         | Mario Kunasek (FPÖ)        | 48     | FPÖ (17) ÖVP (13) SPÖ (10) Verts (3) NEOS (3) KPÖ (2) |
| Tyrol          | Anton Mattle (ÖVP)         | 36     | ÖVP (14) FPÖ (7) SPÖ (7) FRITZ (3) Verts (3) NEOS (2) |
| Vienne         | Michael Ludwig (SPÖ)       | 100    | SPÖ (43) FPÖ (22) Verts (15) NEOS (10) ÖVP (10)       |
| Vorarlberg     | Markus Wallner (ÖVP)       | 36     | ÖVP (15) FPÖ (11) Verts (4) SPÖ (3) NEOS (3)          |

## Historique
Historiquement, cinq des neuf États autrichiens existent déjà sous une forme ou une autre depuis le Moyen Âge, quoique pas forcément sur un territoire identique : la Basse-Autriche, la Carinthie, la Styrie, le Tyrol et Salzbourg. La Haute-Autriche et la Basse-Autriche correspondent à peu près aux deux parties autonomes de l'archiduché d'Autriche, la principauté qui forme le cœur historique de l'Empire.
Salzbourg correspond à l'archidiocèse de Salzbourg. La Carinthie est issue du duché de Carinthie, la Styrie du duché de Styrie et le Tyrol du comté de Tyrol ; ces trois États doivent céder des parties méridionales de leurs territoires à l'Italie (Tyrol du Sud) et à la Yougoslavie (Slovénie) au traité de Saint-Germain-en-Laye (1919). Le Vorarlberg est une entité semi-autonome du comté du Tyrol jusqu'en 1918.
Le Burgenland correspond aux régions à majorité germanophone de Hongrie austro-hongroise occidentale, refusant de se séparer de l'Autriche lors de l'indépendance hongroise et qui furent reconnues autrichiennes par le traité de Saint-Germain-en-Laye (1919) et le traité de Trianon (1920) ; le Land fut constitué en 1921 avec comme première capitale Ödenburg (Sopron). Mais cette ville choisit par référendum de redevenir hongroise en 1922 ; la capitale du Burgenland fut alors transférée à Bad Sauerbrunn puis à Eisenstadt, tandis que celle de l'Autriche, Vienne, fut séparée de la Basse-Autriche.